# Ferry van der Vinne
Ferdinand „Ferry“ van der Vinne (* 19. Juli 1886 in Haarlem; † 15. November 1947) war ein niederländischer Fußballspieler.

## Karriere
Van der Vinne spielte von 1905 bis 1907 als Stürmer für den in Haarlem ansässigen Koninklijke HFC in der seinerzeitigen 1. Klasse West. In einem Teilnehmerfeld von zehn Mannschaften beendete sein Verein die Saison auf Platz 3. In der Folgesaison belegte er mit seiner Mannschaft den zweiten Platz – ein Punkt hinter Meister HVV Den Haag.
Van der Vinne bestritt drei Länderspiele für die Nationalmannschaft. Er wurde erstmals am 13. Mai 1906 neben seinem Vereinsmitspieler Mannes Francken im Sturm der Elftal eingesetzt; bei der 2:3-Niederlage gegen die Nationalmannschaft Belgiens erzielte er sein einziges Tor. Er gehörte auch in den nächsten beiden Begegnungen gegen die englische Amateurnationalmannschaft (1:8) und noch einmal gegen Belgien (3:1-Sieg) der Nationalmannschaft an, bevor er seine Länderspielkarriere beendete.